# Анищенко, Вадим Семёнович
Вади́м Семёнович Ани́щенко (21 октября 1943, Саратов, СССР — 30 ноября 2020) — российский физик, доктор физико-математических наук, до конца жизни — заведующий кафедрой радиофизики и нелинейной динамики в Саратовском национальном исследовательском государственном университете имени Н. Г. Чернышевского (СГУ). Является одним из ведущих специалистов в нелинейной динамике, статистической радиофизике и их приложениях; внёс большой вклад в исследования динамического хаоса и явления синхронизации.
Опубликовал более 430 научных статей, более 20 книг, среди которых 11 научных монографий и 9 учебников. Под его руководством защищено 6 докторских, 23 кандидатских диссертаций и выполнены работы по более чем 40 научным грантам. На международных научных конференциях и школах им сделано более 60 докладов и пленарных лекций. Индекс Хирша равен 48 и количество цитирований составляет 8565 (по Google Scholar на 01.01.2023 г.).

## Биография
Вадим Семёнович Анищенко родился 21 октября 1943 года в г. Саратове в семье военнослужащего. Его школьные годы прошли сначала в Саратове, затем в г. Пугачёве (районный центр Саратовской области). 10-й класс он завершил вновь в Саратове, окончив школу № 3 с золотой медалью. В 1961 году поступил в СГУ, который окончил с отличием по специальности радиофизика и электроника в 1966 году. По окончании специалитета, поступил в аспирантуру СГУ и устроился инженером в НИИМФ СГУ. В 1970 году защитил кандидатскую диссертацию на тему «Шумовые свойства электронных потоков СВЧ-усилителей О-типа» под руководством Штырова А. И. и устроился ассистентом на кафедру радиофизики СГУ. Через 2 года в 1972 году занял должность старшего преподавателя, а в 1976 стал доцентом по кафедре радиофизики СГУ.
В 1981 году Вадим Семёнович взялся за активное формирование своей научной группы и, вскоре, под его руководством были защищены первые кандидатские диссертации: Астаховой В. В. в 1983 году и Вадивасовой Т. Е. в 1986 году. Большое влияние на научную направленность исследований по докторской диссертации В. С. Анищенко оказал Климонтович Ю. Л. По результатам исследований этих лет в 1985—1986 годах В. С. Анищенко была опубликована научная монография по динамическому хаосу «Стохастические колебания в радиофизических системах» и в 1986 году защищена докторская диссертация на тему «Механизмы развития и свойства хаотических колебаний в радиофизических системах с конечным числом степеней свободы». Монография стала широко известна в США и Европе после перевода на английский и публикации издательством Teubner-Texte zur Phyzik в 1987—1989 годах. Через год после защиты, в 1987 году, Вадим Семёнович стал профессором по кафедре радиофизики СГУ и в 1988 занял должность заведующего кафедрой радиофизики СГУ, которая в 1996 году была переименована в кафедру радиофизики и нелинейной динамики.
Профессор В. С. Анищенко по настоящее время является руководителем научной школы подготовки специалистов высшей квалификации по специальности «радиофизика»; является одним из основных организаторов и директором Научно-образовательного центра (НОЦ) СГУ «Нелинейная динамика и биофизика»; создал Международный институт нелинейной динамики в СГУ, который функционирует с 2003 года по настоящее время, в работе которого принимают участие сотрудники кафедры радиофизики и нелинейной динамики СГУ и специалисты ведущих европейских университетов. Вадим Семёнович является членом диссертационного совета Д 212.243.01 по радиофизике и членом Учёного совета физического факультета СГУ. Также он входит в число ведущих преподавателей СГУ и с 2013 года был назначен советником ректора СГУ по науке.

## Достижения и награды
За достижения в науке и образовании В. С. Анищенко удостоен звания «Соросовский профессор» в 1994 году и является действительным членом РАЕН с 2002 года, трижды удостоен присуждения государственной научной стипендии РАН. В 1995 году ему было присвоено звание «Заслуженный деятель науки РФ». За выдающиеся научные достижения в 1999 году В. С. Анищенко присуждена премия Международного научного фонда имени Александра фон Гумбольдта. Коллектив, возглавляемый В. С. Анищенко, по итогам конкурса в 2003 году вошёл в число ведущих научно-педагогических коллективов Министерства образования и науки РФ, в 2004 году профессор В. С. Анищенко награждён медалью ордена «За заслуги перед Отечеством 2-й степени», в 2006 году коллектив под руководством проф. В. С. Анищенко был удостоен звания «Ведущей научной школы РФ». В 2009 г. В. С. Анищенко был награждён медалью «За особые заслуги перед Саратовским университетом».
В 2012 году В. С. Анищенко присвоено звание «Почётный профессор Саратовского государственного университета». В 2012 г. в результате конкурсного отбора коллектив, возглавляемый профессором, признан «Ведущей научно-образовательной школой Саратовского университета». Европейская Научно-промышленная палата (European Chambers) наградила профессора В. С. Анищенко дипломом и золотой медалью за его вклад в науку и образование в России в 2012 году. Комиссия по наградам «Европейского научно-промышленного консорциума» наградила профессора В. С. Анищенко орденом «LABORE ET SCIENTIA — ТРУДОМ И ЗНАНИЕМ» в 2013 году.

## Научная деятельность

### Основные направления исследований
К числу основных направлений научной деятельности В. С. Анищенко относятся:
- теория нелинейных колебаний;
- статистическая радиофизика;
- нелинейная динамика сложных систем;
- динамический хаос и влияние флуктуаций;
- синхронизация и управление.

### Научные гранты
Профессор В. С. Анищенко являлся и является научным руководителем большого количество научных грантов и государственных контрактов. Среди них:
1. Научный грант РФФИ «Физические аспекты математической теории возвратов Пуанкаре» (2013—2014 гг.),
2. Совместный российско-немецкий научный грант РФФИ «Динамика нелинейных сетей и активных сред в присутствии шумов» (2014—2016 гг.)
3. Научный грант РФФИ «Стохастические методы управления динамикой нелинейных систем» (2015—2017 г.).
4. Научный грант РНФ «Локализованные колебания и волны в нелинейных решетках и ансамблях консервативных и активных частиц: дискретные бризеры, диссипативные солитоны, химеры» (2016—2018 гг.).
5. Соруководитель с российской стороны Международного проекта SFB910 Немецкого Научного Общества (DFG) (2015—2018).
6. Государственное задание Министерства образования и науки РФ, проект № 3.8616.2017/БЧ «Анализ пространственно-временных структур в ансамблях связанных осцилляторов и системах с запаздыванием. Нелинейная динамика генераторов с мемристором» (2017—2019).

### Научные конференции
В. С. Анищенко являлся организатором ряда Международных научных конференций и семинаров по нелинейной динамике и статистической физике, проведенных в г. Саратове:
1. Международная научная конференция «Nonlinear Dynamics and Chaos. Applications in Physics, Biology and Medicine» (ICND96) (июль 1996 г.).
2. Международная научная конференция «Synchronization of Chaotic and Stochastic Oscillations. Applications in Physics, Biology and Medicine» (SYNCHRO-2002) (сентябрь 2002 г.).
3. Международная школа-семинар «Статистическая физика и информационные технологии» (StatInfo-2009), посвященная 100-летнему юбилею Саратовского государственного университета имени Н. Г. Чернышевского (июнь 2009 г.).
4. Международный научный семинар «Проблемы нелинейной физики» (июнь 2011 г.).
5. Международная научная конференция «Nonlinear Dynamics of Deterministic and Stochastic Systems. Unraveling Complexity» (май 2014 г.)
6. Международный научный семинар «Spatio-temporal Structures in Ensembles of Interacting Oscillators» (Chimera States — 2016) (сентябрь 2016 г.).

### Редакционная деятельность
Входит в состав редколлегий 6 российских и зарубежных научных журналов: «Известия вузов. Прикладная нелинейная динамика», «Нелинейная динамика», «Известия Саратовского университета. Новая серия. Серия Физика», «Discrete Dynamics in Nature and Society», «Discontinuity, Nonlinearity and Complexity», «Nonlinear Dynamics and Mobile Robotics».

## Публикации

### Избранные книги
- В. С. Анищенко, Г. И. Стрелкова, Радиофизика и нелинейная динамика. Учебное пособие. М.-Ижевск: НИЦ «Регулярная и хаотическая динамика», Институт компьютерных исследований, 2017.
- V.S. Anishchenko, T.E. Vadivasova, G.I. Strelkova. Deterministic Nonlinear Systems. A Short Course. Berlin: Springer, 2014.
- В. С. Анищенко, Т. Е. Вадивасова, Лекции по нелинейной динамике. М.-Ижевск: НИЦ «Регулярная и хаотическая динамика», 2011.
- В. С. Анищенко, Сложные колебания в простых системах. Механизмы возникновения, структура и свойства динамического хаоса в радиофизических системах. Москва: Издательская группа URSS, 2009. — 320с. Изд.2, доп.
- В. С. Анищенко, В. В. Астахов, Т. Е. Вадивасова, Регулярные и хаотические автоколебания. Синхронизация и влияние флуктуаций. Учебник-монография. М.: Изд-во «Интеллект», 2009. 312с.
- V.S. Anishchenko, V. Astakhov, A. Neiman, T. Vadivasova, L. Schimansky-Geier, Nonlinear dynamics of chaotic and stochastic systems: tutorial and modern developments. Berlin: Springer, 2002, 2007.
- В. С. Анищенко, В. В. Астахов, Т. Е. Вадивасова, А. Б. Нейман, Г. И. Стрелкова, Л. Шиманский-Гайер, Нелинейные эффекты в хаотических и стохастических системах. М.-Ижевск: Институт компьютерных исследований, 2003.
- В. С. Анищенко, Т. Е. Вадивасова, В. В. Астахов, Нелинейная динамика хаотических и стохастических систем. Саратов: Изд-во Саратовского ун-та, 1999.

### Наиболее цитируемые публикации
- V.S. Anishchenko, V. Astakhov, A. Neiman, T. Vadivasova, L. Schimansky-Geier, Nonlinear dynamics of chaotic and stochastic systems: tutorial and modern developments. Berlin: Springer, 2007.
- В. С. Анищенко, А. Б. Нейман, Ф. Мосс, Л. Шиманский-Гайер, Стохастический резонанс как индуцированный шумом эффект увеличения степени порядка. УФН 169, 7-38 (1999) [ V.S. Anishchenko, A.B. Neiman, F. Moss, L. Schimansky-Geier, Stochastic resonance: Noise-enhanced order. Physics — Uspekhi 42, 7 (1999).]
- V.S. Anishchenko, T.E. Vadivasova, D.E. Postnov, M.A. Safonova, Synchronization of chaos. International Journal of Bifurcation and Chaos 2 (03), 633—644 (1992).